# La Cité de cristal
La Cité de cristal (titre original : The Crystal City) est un roman de fantasy écrit par Orson Scott Card et publié en 2003.
Ce roman est le sixième volet des chroniques d'Alvin le Faiseur après Flammes de vie. La série parle d'Alvin Miller, le septième fils d'un septième fils.

## Résumé
Alvin et Arthur séjournent dans une pension où Papa Élan et Maman Écureuil prennent soin d'enfants au sang mêlé. Pendant leur séjour, Alvin utilise son don pour purifier un puits des moustiques et maladies. Une jeune femme que les gens appellent « Dead Mary » voit ce qu'il fait et lui demande de la suivre pour guérir sa mère atteinte de fièvre jaune. Parce qu'Alvin la guérit, la fièvre jaune se répand à Nueva Barcelona, évitant une guerre imminente avec les États-Unis au sujet de l'esclavage. Comme la fièvre s'étend, la population commence à suspecter Papa Élan et Maman Écureuil parce qu'Alvin guérit tous ceux qu'il peut. Alvin est, ensuite, approché par La Tia, une africaine, qui voudrait qu'il aide tous les esclaves et déracinés français à s'enfuir de Nueva Barcelona. Il accepte à contrecœur.
À l'instigation de Margaret, l'épouse d'Alvin, Calvin, son frère vient lui porter secours. Calvin lève un épais brouillard pendant qu'Alvin utilise son sang magique (comme le lui a révélé le  Prophète rouge Tenskwatawa) afin de construire un pont de cristal au-dessus du lac Pontchartrain vers le nord. Pendant que les rescapés fuient vers le nord, ils prennent vivres et provisions des plantations qu'ils croisent au détour du chemin et libèrent les esclaves qu'ils rencontrent. Alvin se rend auprès de Tenskwatawa de l'autre côté du Mizzippy pour qu'il lui indique un chemin leur permettant de traverser ses terres en toute sécurité et d'échapper, ainsi, à l'armée à leurs trousses. Ensemble, ils retiennent le fleuve permettant au peuple de Nueva Barcelona de passer sous les yeux de l'armée impuissante qui ne peut qu'assister à l'exode. Calvin, Jim Bowie et Steve Austin quittent le groupe dans le but de conquérir Mexica. Verily Cooper est chargé par Margaret de trouver Abe Lincoln afin d'obtenir son aide.  
Alvin découvre que Tenskwatawa et La Tia  travaillent ensemble afin de créer une éruption volcanique à Mexica. Alvin envoie Arthur lancer l'éruption et prévenir son frère Calvin. Celui-ci préfère ignorer son avertissement mais parvient à s'en sortir. Bowie, Arthur et plusieurs autres partent et traversent les territoires indiens en utilisant le chant vert qui leur permet de se déplacer plus rapidement. Lorsqu'ils atteignent le territoire de la Rivière Bruyante, Lincoln et Verily Cooper ont décidé de créer un nouveau comté où nommer leurs propres juges qui résisteraient à la loi de rendre les esclaves à leurs maîtres. Là, Alvin entreprend de construire la Cité de cristal dont il a eu la vision. Il réalise que tout le monde n'a pas à avoir des dons de faiseur  mais peut, néanmoins, participer à sa manière en abattant des arbres, creusant les fondations... Calvin et Bowie arrivent sur ces entrefaites et décident de rester. 

## Éditions
- The Crystal City, Tor Books, novembre 2013, 384 p.  (ISBN 0-312-86483-3)
- La Cité de cristal, L'Atalante, coll. La Dentelle du cygne, juin 2004, trad. Patrick Couton, 416 p.  (ISBN 2-84172-276-7)

## Les Chroniques d'Alvin le Faiseur
- Le Septième Fils
- Le Prophète rouge
- L'Apprenti
- Le Compagnon
- Flammes de vie
- La Cité de cristal
- Master Alvin (à paraître)